# Hermannia engleri
Hermannia engleri är en malvaväxtart som beskrevs av Schinz. Hermannia engleri ingår i släktet Hermannia och familjen malvaväxter. Inga underarter finns listade i Catalogue of Life.